# Хярмс Еуген Янович
Еуген Янович Хярмс (рос. Эуген Янович Хярмс, ест. Eugen Härms; нар. 17 серпня 1920, Астрахань — пом. 12 березня 1979, Тбілісі) — радянський футбольний суддя. Суддя всесоюзної категорії (1961), представляв Таллінн. Тричі входив до списку найкращих суддів Радянського Союзу: 1966, 1967 і 1969. Був головним арбітром фіналу Кубка СРСР 1966, а у фіналі 1969 року — боковим.

## Життєпис
Дитинство провів у Таллінні, був різнобічним спортсменом — бігав на середні дистанції, грав у баскетбол, волейбол, настільний теніс і футбол. Виступав у футбольній юнацькій команді «Спорді» (ест. Spordi — «спортивний»), тренером якої був гравець збірної Естонії Гейнріх Паал. У 1940 закінчив Талліннський технікум.
Улітку 1941 року мобілізований до радянської армії, воював у складі 7-ї (Естонської) стрілецької дивізії. 8 листопада 1944 брав участь у грі між футбольною командою дивізії та «Спартаком» (Таллінн).
Після війни грав за клуби «Калев» і «Динамо» (обидва — Таллінн) на позиції півзахисника. У складі «Динамо» був чемпіоном ЕРСР 1947 і 1949 серед колективів фізкультури. Зріст: 179 см; вага: 72 кг.
У 1954—1970 роках у статусі головного судді провів 112 ігор вищої ліги СРСР. Тричі входив до списку найкращих суддів Радянського Союзу: 1966, 1967 і 1969. Судив фінал Кубка СРСР 1966 як головний суддя і фінал Кубка 1969 як боковий.
Очолював колегію суддів Естонської РСР, працював тренером «Динамо» (Таллінн). Довгий час працював заступником директора Талліннського парфумерно-жирового комбінату.
Помер 12 березня 1979 у Тбілісі. У 1980-ті роки в Таллінні проводили меморіал Еугена Хярмса серед юнацьких команд.
Син — Ян; донька — Каї (Хярмс-Мілвек після шлюбу) — одна з найкращих естонських гравців у настільний теніс.